# جو مونتيمورو
جو مونتيمورو (بالإيطالية: Joe Montemurro)‏ هو مدرب كرة قدم ولاعب كرة قدم إيطالي في مركز الوسط، ولد في 1969 في ملبورن في أستراليا. لعب مع نادي تريفيزو.

## وصلات خارجية
- جو مونتيمورو على موقع قاعدة بيانات كرة القدم.إي يو (الإنجليزية)
- جو مونتيمورو على موقع Soccerway.com (الإنجليزية)
- جو مونتيمورو على موقع عالم كرة القدم.نت (الإنجليزية)